# Tecla Tofano
Tecla Tofano (1927, ở Ý - 1995, ở Venezuela) là một nghệ sĩ, nghệ nhân gốm và nhà văn người Venezuela hoạt động từ những năm 1950 cho đến khi bà qua đời. Tofano đã học gốm sứ và men với Miguel Arroyo tại Escuela de Artes Plásticas y Applicadas (Trường Mỹ thuật và Ứng dụng, Caracas), cùng với các sinh viên và nghệ nhân gốm, Cristina Merchán và Reyna Herrera. Một thành viên của hợp tác xã Forma Veinte (Form Twenty), các tác phẩm của bà đã thu hút được sự hoan nghênh rộng rãi, và bà được biết đến với hình ảnh gây tranh cãi, chính trị và nữ quyền.

## Ảnh minh họa
Hai giai đoạn riêng biệt đặc trưng cho oeuvre của cô: từ năm 1955 đến 1963, Tofano làm việc trong một tĩnh mạch truyền thống hơn, tạo ra các vật thể thực dụng với bề mặt khắc và kết cấu; Sau đó, bà trở nên không quan tâm đến tính hữu dụng của công việc, thay vào đó tạo ra các tác phẩm điêu khắc biểu cảm độc đáo từ đất sét. Đồ gốm của Tofano bị buộc tội về cảm xúc, tình dục và hài hước.

## Triển lãm và giải thưởng
Tofano đã được trao giải thưởng quốc gia về nghệ thuật ứng dụng trong XIX Salon nghệ thuật chính thức của Venezuela (1958) và huy chương vàng và bạc tại Triển lãm quốc tế về gốm sứ đương đại (tại Prague năm 1961 và Buenos Aires năm 1962). Bà đã tạo ra một loạt các tác phẩm để trưng bày trong các triển lãm, như Los accesorios (Phụ kiện, 1970) - bao gồm túi xách, giày và các mặt hàng nữ tính khác - và Lo que comen los que comen (What People Who Eat Eat, 1973), một bữa tiệc thực phẩm gốm hoàn chỉnh với bàn, ghế và thực khách. Bà là một phần của khoa kiến trúc và đô thị tại Đại học Trung tâm Venezuela (1959-80). Từ năm 1977 đến năm 1987, Tofano đã kiềm chế không trưng bày tác phẩm của mình và thay vào đó tập trung vào văn bản của mình, và hoạt động nữ quyền được thực hiện thông qua tập thể phụ nữ, Miércoles. Tác phẩm của bà trở lại vương quốc công cộng vào năm 1987 và 1989, khi bà trưng bày các bức vẽ của mình. Tác phẩm của bà được giới thiệu trong triển lãm Moderno: Design for Living in Brazil, México và Venezuela. Từ năm 1940 đến 1978, tác phẩm của bà đã được giới thiệu tại Hiệp hội Châu Mỹ, Thành phố New York (11 tháng 2 - 16 tháng 5 năm 2015) và trong triển lãm, Phụ nữ cấp tiến: Nghệ thuật Mỹ Latinh, 1960 Nott1985 trong Bảo tàng Brooklyn năm 2018.

## Viết
Tofano đã viết rất nhiều với tư cách là một chuyên mục cho tờ báo El Nacional cùng với một số cuốn sách, bao gồm Quién Inventó la silla (Người phát minh ra Chủ tịch, năm 1968), Yo misma me Presento (Tôi tự trình bày, 1973), và Ni con el pétalo de una rosa (Không phải với Cánh hoa hồng, 1975).